# Carsluith Castle
Carsluith Castle is (de ruïne van) een 15e-eeuwse woontoren in de Schotse regio Dumfries and Galloway, aan de noordoostelijke zijde van Wigtown Bay.

## Geschiedenis
Het kasteel werd gebouwd door de familie Cairns aan het begin van de 15e eeuw. Hierna veranderde het een aantal malen van eigenaar door huwelijken. Halverwege de 16e eeuw huwde Elizabeth Lindsay, dochter van de eigenaar op dat moment, met Richard Broun, van Lands Farm, waarna het kasteel in beheer kwam van de familie Broun.
De laatste abt van Sweetheart Abbey was afkomstig uit de familie Broun en waarschijnlijk afkomstig van Carsluith Castle. Aan het begin van de 17e eeuw werd deze Gilbert Broun gevangengenomen tijdens de reformatie en opgesloten in Blackness Castle. Hij ontsnapte naar Frankrijk en vestigde zich in 1608 opnieuw in Sweetheart Abbey. Hij werd gedwongen weer de abdij te verlaten en stierf in 1612 te Frankrijk.
In 1748 verkocht James Broun het kasteel aan Alexander Johnston. Broun was koopman in Londen en vertrok na de verkoop van het kasteel naar India. Het kasteel kwam uiteindelijk in 1913 in het bezit van de staat.

## Bouw

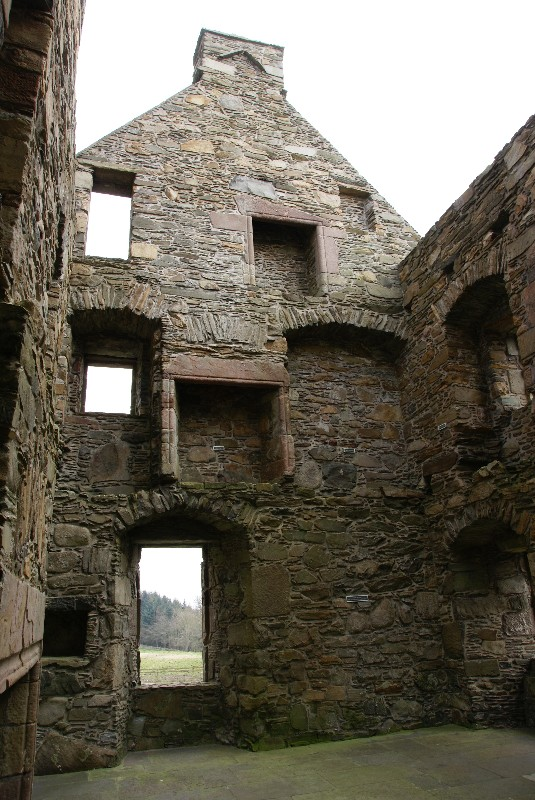
Binnenzijde vanaf de eerste etage (het niveau van de grote hal).

Het kasteel heeft een "L"-vormige plattegrond. Oorspronkelijk werd het gebouwd met een rechthoekige plattegrond. Rond 1560 is er een extra vleugel aangebouwd, waardoor het een "L"-vorm kreeg. De toegang bevindt zich in de nieuwere vleugel, in de knik van de "L".
De vloeren, plafonds en het dak zijn in de loop van de tijd verloren gegaan. De toren bevatte naast een grote hal ook privévertrekken van de kasteelheer. Op de begane grond zijn er nog kelders met een stenen gewelf.
Een detail dat Carsluith Castle bijzonder maakt is de oorspronkelijke aanwezigheid van een houten balkon. Dit bevond zich op de tweede etage van het gebouw. De deuren die toegang gaven tot het balkon en de openingen in de muur van de balken die het balkon ondersteunden, zijn nog zichtbaar.
In latere tijd zijn er ook bijgebouwen naast het kasteel gebouwd. Die bijgebouwen zijn in de 21e eeuw nog in gebruik; één gebouw doet dienst als een restaurant.

## Beheer
Carsluith Castle wordt beheerd door Historic Environment Scotland.